# Nambu (vuurwapen)
De Nambu (Japans: 南部拳銃 of 南部大型自動拳銃 Nanbu kenjuu of Nanbu ōgata jidou-kenjuu of 十四年式拳銃, jūyon nenshiki kenjū, ""Pistool modeljaar 14") is een Japans semiautomatisch pistool dat werd gebruikt door officieren van het Japanse Keizerlijke leger en de Japanse Keizerlijke Marine tijdens de Eerste Wereldoorlog en de Tweede Wereldoorlog.

## Geschiedenis
Het pistool is door generaal Kijiro Nambu ontworpen. Hij was een vooraanstaande wapenontwerper en wordt wel de "John Browning van Japan" genoemd. De eerste versie was Type A. Hoewel het pistool een oppervlakkige gelijkenis heeft met de Duitse Luger P08, is het niet op Lugers ontwerp gebaseerd.
Het Nambu Pistool is nooit een officieel Japans dienstwapen geweest aangezien er van de officieren werd verwacht dat ze hun eigen wapen kochten. Het pistool was wel beschikbaar bij de Officiers Unie, waar de meeste officieren hun uitrusting kochten. Het was het meest voorkomende tweede wapen in het Japanse leger; veel officieren kochten echter Westerse tweede wapens.
De meeste pistolen van Type A en Type 14 werden geproduceerd door het bedrijf Tokyo Arsenaal, ook de Tokyo Gas en Elektriciteitsmaatschappij was bij de fabricage van een deel betrokken. De productie op grote schaal begon in 1906 en ging door tot het in 1925 vervangen werd door het Type 14. Dit werd geproduceerd tot het eind van de Tweede Wereldoorlog in 1945. Het totaal aantal geproduceerde pistolen (beide varianten) wordt op bijna 200.000 stuks geschat. De meeste productiegegevens zijn in de oorlog vernietigd.
Het pistool kwam buiten gebruik nadat Japan werd ontwapend na de Tweede Wereldoorlog. Veel pistolen werden meegenomen door geallieerde militairen. Zijn worden veel aangeboden op verzamelbeurzen in de Verenigde Staten en West-Europa.

## Details
Het pistool werkt met het korte terugslagprincipe, heeft een gesloten sluitstuk en is semiautomatisch. De handbediende veiligheidspal bevindt zich aan de linkerkant van het pistool. Het vizier bestaat uit een V-vormige inkeping aan de achterkant en een driehoekig blad op de voorkant van het pistool. De 8 mm kaliber patronen zijn - door de lage gasdruk - aanzienlijk minder krachtig dan vergelijkbare westerse patronen. Het Type A en Type 14 hebben verschillende veiligheidspallen. De magazijnveren waren ook zwakker, dit resulteerde in weigeraars. Maar aan de andere kant was de Nambu nauwkeurig dankzij de geringe terugslag van de 8 mm patroon.

## Varianten
De originele Nambu was het Type A, ontworpen door generaal Kijiro Nambu in 1902. Het Type A had twee basis varianten. Het Type A model 1902 (bijgenaamd “Opa Nambu”) en het Type A model 1902 aangepast (“Papa en Baby Nambu”). Het Type 14 Nambu verving het Type A in de jaren 20. Het Type A model 1902 “Opa Nambu” was de eerste variant. De “Opa Nambu” was ingericht voor 8 mm patronen. Hij is te onderscheiden aan de vaste draagriem, een zeer kleine trekkerbeugel, zo klein dat er nauwelijks een vinger in past als de gebruiker een handschoen draagt en een handvat dat de veiligheidspal niet bedekt. De bodems van de magazijnen werden in de eerste modellen gemaakt van hoorn en voor latere modellen gebruikte men hout. De opa’s werden zo gebouwd dat er een houten schoudersteun aan bevestigd kon worden. Deze uitvoering was van zeer hoge kwaliteit. Er zijn in totaal ongeveer 2.400 “Opa’s” geproduceerd.
Het Type A model 1902 aangepast, ook wel de “Papa Nambu” genoemd is vergelijkbaar met de “Opa Nambu” alleen had deze variant een draaibare draagriem en was de bodem van het magazijn van aluminium. Ook verschillen het vizier, het handvat, de veiligheidspal en de magazijnvorm. De “Papa’s” zijn de meest voorkomende variant van het Type A. Er zijn er namelijk ongeveer 10.300 stuks van geproduceerd.
De "Baby Nambu" was een verkleinde versie van de “Opa Nambu”. Deze was echter ingericht voor 7 mm patronen. Er zijn ongeveer 6.500 stuk van geproduceerd. De "Baby Nambu" is een van de meestgezochte varianten door verzamelaars. De 550 “Baby’s” die geproduceerd zijn door Tokyo Gas en Elektriciteit zijn de zeldzaamste en de meest gezochte van allemaal.
Het Type 14 Nambu is ontworpen in 1925 (het veertiende jaar van Taishōperiode, volgens de Japanse jaartelling). Het Type 14 is een verbeterde versie van de Type A Nambu, maar is in afmetingen en prestaties vergelijkbaar. Er zijn ongeveer 279.000 Type 14 pistolen geproduceerd. Latere varianten zijn herkenbaar aan vergrote, langwerpig gevormde trekkerbeugels en hebben soms een gekartelde haan in plaats van de gebruikelijke gesleufde haan. In tegenstelling tot eerdere modellen heeft het Type 14 geen veiligheidspal.

## Gebruikers
- Japan
- Thailand